# Ralph Hönicke
Ralph Hönicke (* 12. Dezember 1968 in Dresden) ist ein deutscher Schauspieler.

## Leben
Ralph Hönicke wuchs in Coswig bei Dresden auf. Nach seinem Abitur und einer Ausbildung zum Maschinen- und Anlagenmonteur verließ er kurz vor dem Mauerfall im Sommer 1989 die DDR.
Seine Schauspielausbildung absolvierte er von 1992 bis 1996 an der Hochschule für Musik und Theater Hannover. Schon während seiner Ausbildung wirkte Ralph Hönicke in verschiedenen Filmproduktionen mit, u. a. 1993 in Faust an der Seite von Heiner Lauterbach und Jürgen Vogel und 1994 in Schulz & Schulz V mit Moritz Bleibtreu. Seine erste Hauptrolle übernahm Ralph Hönicke 1995 in dem Dokudrama Brudermord. Seit dieser Zeit spielte er zahlreiche Rollen in Film und Fernsehen.
Sein erstes Theaterengagement führte ihn 1996 an das Stadttheater Heilbronn. 1999 wechselte er an die Württembergische Landesbühne Esslingen. Er spiele Hauptrollen u. a. in Kabale und Liebe, Sommernachtstraum, Mutter Courage, Drei Schwestern, Cyrano de Bergerac, Der Fremde, Nathan der Weise, Die Physiker, Der Process, Hedda Gabler, Glaube Liebe Hoffnung, und arbeitete u. a. unter der Regie von Manuel Soubeyrand, Jan Neumann, Matthias Brenner, Sandrine Hutinet, Johanna Schall, Sewan Latchinian, Marcel Keller, Klaus Hemmerle und Alexander Müller-Elmau.
Seit 2022 arbeitet Ralph Hönicke als Schauspieler freischaffend und hat u. a. Gastengagements am Forum Theater Stuttgart, dem Stadttheater Gießen und bei den Burgfestspielen Bad Vilbel.
Ralph Hönicke lebt mit seiner Familie in Esslingen am Neckar.

## Filmografie (Auswahl)
- 1993: Schulz&Schulz V (Fernsehfilm)
- 1994: Faust (Fernsehreihe)
- 1995: Brudermord (Fernsehfilm)
- 1996: Wanderjahre – Zwei zum Verlieben (Fernsehserie)
- 2003: Die Fallers (Fernsehserie)
- 2005: Kahlschlag (Fernsehfilm)
- 2008: Tatort: Tödliche Tarnung (Fernsehreihe)
- 2009: Fremdgehen (Fernsehfilm)
- 2009: The Night Father Christmas Died (Kurzspielfilm)
- 2012: Robin Hood (Fernsehfilm)
- 2013: Terra X – Große Völker, die Wikinger (Dokufilm)
- 2014: Porn Punk Poetry
- 2017: Nicht mit uns! Der Silikonskandal (Fernsehfilm)
- 2017: Soko Stuttgart (Fernsehserie)
- 2017: Ingenium
- 2017: Schwimmen
- 2018: Der Weg nach Padulim (Fernsehfilm)
- 2018: Tatort: Das Nest
- 2019: Tatort: Du allein
- 2020: Die Bestatterin – Die unbekannte Tote (Fernsehfilm)
- 2020: Unbekannte Helden – Widerstand im Südwesten (Dokuspielfilm)
- 2021: Die Heiland – Wir sind Anwalt: Der unsichtbare Feind (Fernsehserie)
- 2021: Die Welt steht still (Fernsehfilm)
- 2021: Familienerbe (Fernsehfilm)
- 2022: Universum History – Geheimsache Kopernikus (Dokumehrteiler)
- 2023: No Dogs Allowed (Spielfilm)
- 2023: Geschmolzene Scherben (Fernsehfilm)
- 2023: Tatort Schwarzwald – Die große Angst
- 2024: Wer ohne Schuld ist (Fernsehfilm)
- 2024: WaPo Bodensee – Vermisst (Fernsehserie)
- 2025: Tatort: Verblendung
- 2025: Tatort: Die große Angst

## Hörspiele (Auswahl)
- 1996: Gertrude Stein: Ganz fürs Land. Ein Stück buchstäblich in Briefen – Regie: Ulrich Gerhardt (Original-Hörspiel – SWF)
- 2016: Christian Berner, Frank Schültge: Schalldämpfer-Melodie (2 Teile) – Regie: Ulrich Lampen (Originalhörspiel – SWR/Christian Berner/Frank Schültge (Auftragsproduktion))
- 2017: Friedrich Ani: Tabor Süden und der verschwundene Dichter (Ralf Warig) – Regie: Ulrich Lampen (Originalhörspiel, Kriminalhörspiel – SWR)
- 2019: Walter Benjamin: Radau um Kasperl (Der Karusselmann) – Regie: Ulrich Lampen (Originalhörspiel – SWR/MDR)